# قصر بيليش

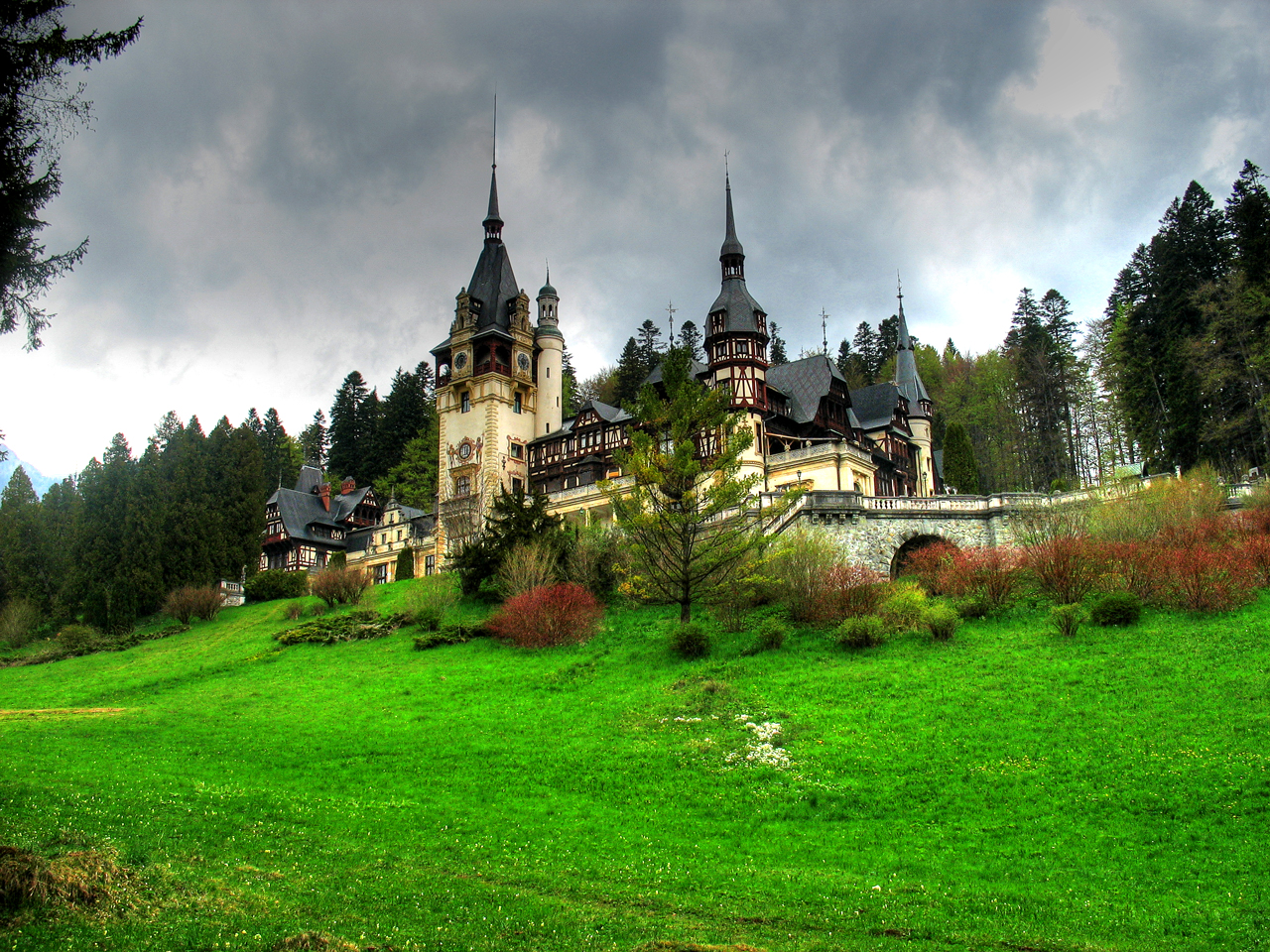
قصر بيليش

قصر بيليش (بالرومانية: Castelul Peleş) أحد القصور الملكية المشهورة في أوروبا, يقع في قرب مدينة سينايا وسط رومانيا. بني في عام 1873 وانتهي بنائه عام 1914, يعتبر من أجمل القصور في رومانيا وفي أوروبا.

## تاريخيا
بني القصر ليكون مقر الملك كارول الأول ملك رومانيا آنذاك وذلك وفق رغبته والذي اعجب بمنطقة سينايا الجبلية ومن جمال تلك المنطقة، وضع تصميم القصر المعماريان يوهان شولتز وكاريل ليمان وقد تكفل بالأعمال الداخلية للديكور كلا من اللألماني ج. د. هايدمان من هامبورغ, اوغست ماينز من ماين, وبيرهارد لوديغ من فيينا.

## معرض الصور

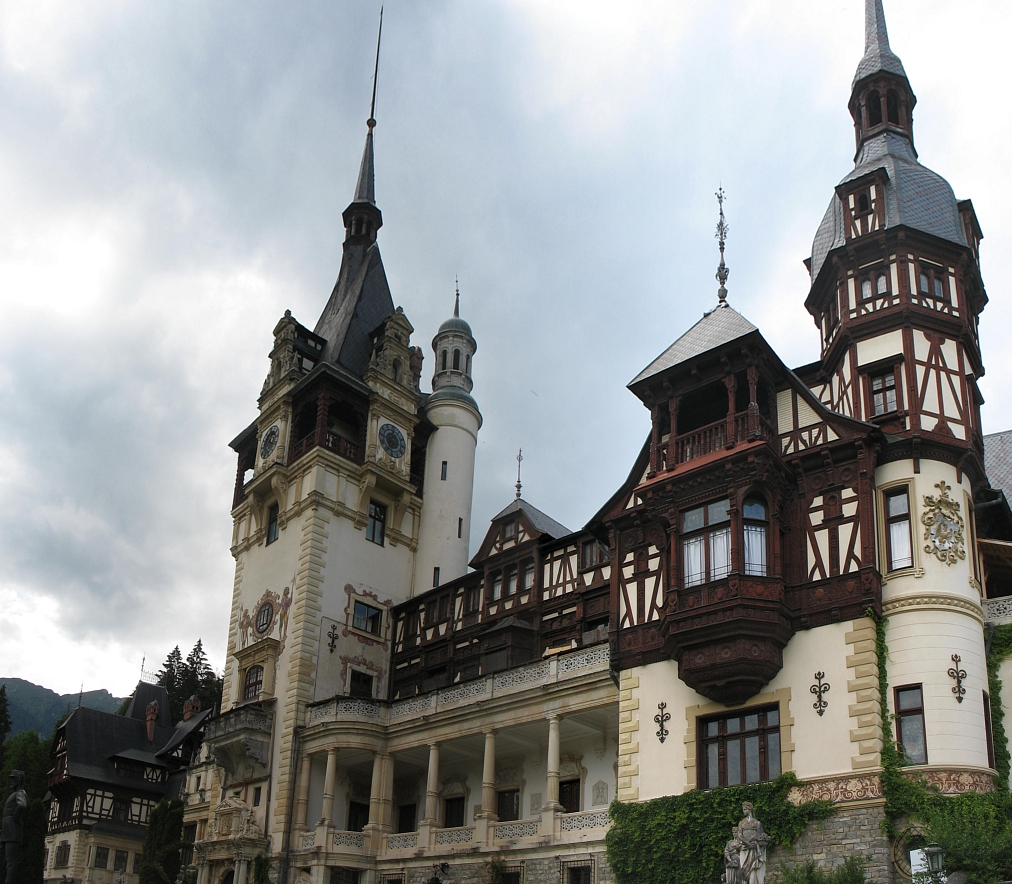
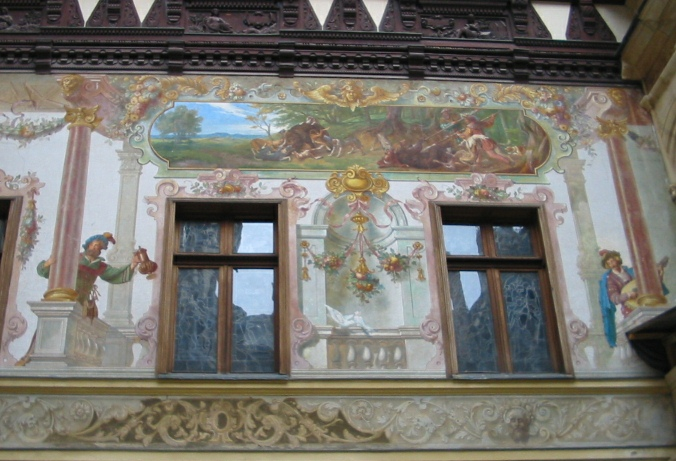
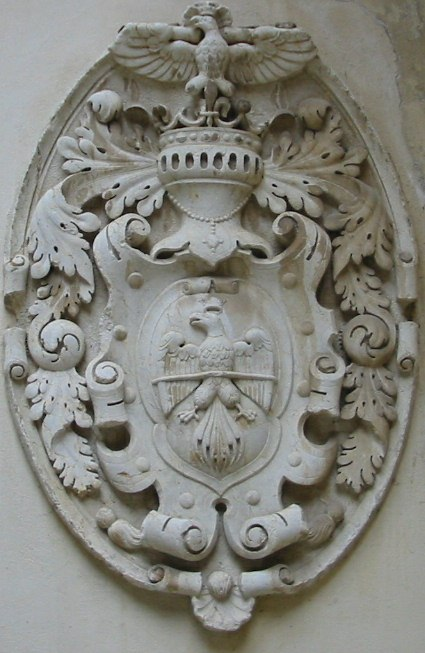
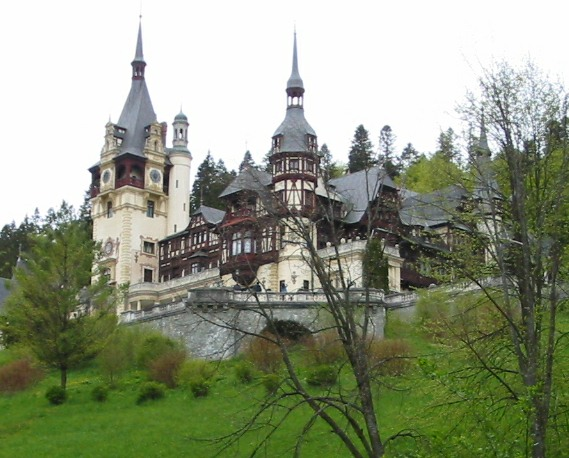
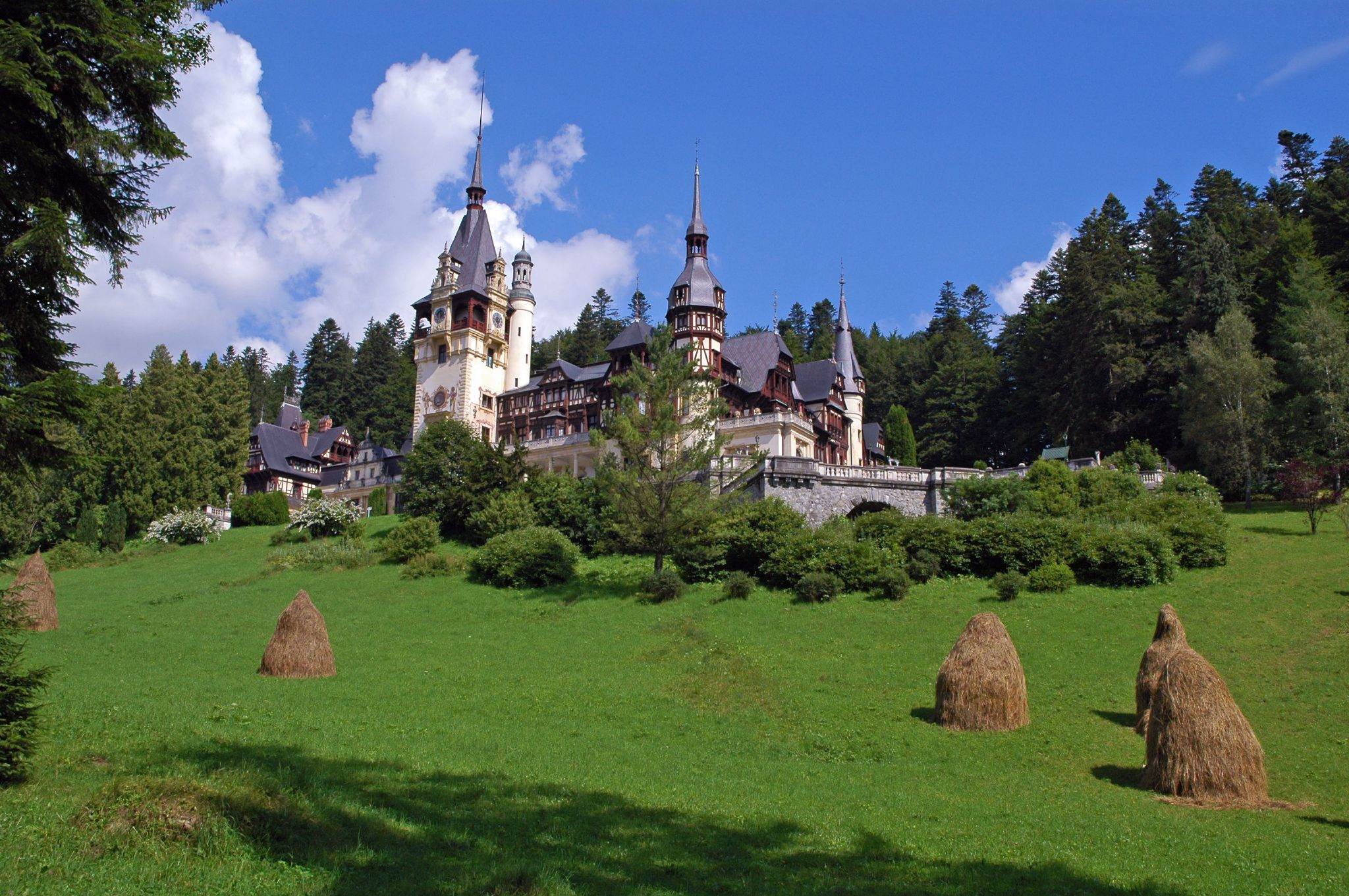

## وصلات خارجية
- الموقع الرسمي